# La casa da tè alla luna d'agosto (dramma)
La casa da tè alla luna d'agosto (The Teahouse of the August Moon) è un'opera teatrale del drammaturgo statunitense John Patrick, debuttata a Broadway nel 1953 e tratta dall'omonimo romanzo di Vern Sneider. La commedia è rimasta in scena a Broadway per oltre mille repliche e ha vinto il Premio Pulitzer per la drammaturgia e il Tony Award alla migliore opera teatrale.
Nel 1956 fu realizzata la versione cinematografica La casa da tè alla luna d'agosto per la regia di Daniel Mann.

## Trama
Un anno dopo la fine della Seconda guerra mondiale, il Capitano Fisby viene mandato a Tobiki, in Okinawa, per insegnare la democrazia ai locali. Fisby vuole costruire una scuola, ma gli abitanti del villaggio preferirebbero qualcosa di più affine alla loro cultura e vogliono una sala da tè.